# Компаніївська селищна рада
Компані́ївська се́лищна ра́да — адміністративно-територіальна одиниця та орган місцевого самоврядування в Компаніївському районі Кіровоградської області. Адміністративний центр — селище міського типу Компаніївка.

## Загальні відомості
- Населення ради: 5628 осіб (станом на 2001 рік)

## Населені пункти
Селищній раді підпорядковані населені пункти:
- смт Компаніївка
- с. Громадське
- с. Живанівка
- с. Лужок

## Колишні населені пункти
- Григорівка
- Комишувате

## Склад ради
Рада складається з 30 депутатів та голови.
- Голова ради: Маслюков Олександр Андрійович

### Керівний склад попередніх скликань
| Прізвище, ім'я, по батькові   | Основні відомості                                                                                 | Дата обрання | Дата звільнення |
| ----------------------------- | ------------------------------------------------------------------------------------------------- | ------------ | --------------- |
| Нарівний Володимир Петрович   | Селищний голова, 1955 року народження, член Народної партії                                       | 26.03.2006   | 31.10.2010      |
| Маслюков Олександр Андрійович | Селищний голова, 1980 року народження, освіта вища, член Всеукраїнського об'єднання «Батьківщина» | 31.10.2010   |                 |

Примітка: таблиця складена за даними сайту Верховної Ради України

### Депутати
За результатами місцевих виборів 2010 року депутатами ради стали:

#### За суб'єктами висування
| Суб'єкт висування                                       | Кількість обраних депутатів | %    |
| ------------------------------------------------------- | --------------------------- | ---- |
| Народна партія                                          | 10                          | 33,3 |
| Партія регіонів                                         | 9                           | 30   |
| Політична партія Всеукраїнське об'єднання «Батьківщина» | 4                           | 13,3 |
| Самовисування                                           | 4                           | 13,3 |
| Соціалістична партія України                            | 2                           | 6,7  |
| Комуністична партія України                             | 1                           | 3,3  |

#### За округами
| № округу                                                | Прізвище, ім'я, по батькові      | Дата визнання обраним | Освіта             | Партійна приналежність                        | Відомості про обраного депутата                                                                                 |
| ------------------------------------------------------- | -------------------------------- | --------------------- | ------------------ | --------------------------------------------- | --- |
| Комуністична партія України                             |                                  |                       |                    |                                               | |
| 12                                                      | Ліщук Микола Миколайович         | 02.11.2010            | середня            | член Комуністичної партії України             | редакція «Степовий край», водій                                                                                 |
| Народна Партія                                          |                                  |                       |                    |                                               | |
| 1                                                       | Шепель Володимир Степанович      | 02.11.2010            | вища               | член Народної партії                          | виробничий сільськогосподарський кооператив «Колос», головний бухгалтер                                         |
| 4                                                       | Руденко Віктор Васильович        | 02.11.2010            | вища               | член Народної партії                          | виробничий сільськогосподарський кооператив «Колос», завідувач току                                             |
| 6                                                       | Зимарьова Світлана Анатоліївна   | 02.11.2010            | середня спеціальна | член Народної партії                          | виробничий сільськогосподарський кооператив «Колос», бухгалтер                                                  |
| 15                                                      | Бондаренко Наталія Григорівна    | 02.11.2010            | середня            | член Народної партії                          | виробничий сільськогосподарський кооператив «Колос», вагар                                                      |
| 16                                                      | Ткаченко Юрій Григорович         | 02.11.2010            | вища               | член Народної партії                          | виробничий сільськогосподарський кооператив «Колос», заступник голови                                           |
| 18                                                      | Комісарук Дмитро Миколаївна      | 02.11.2010            | середня спеціальна | член Народної партії                          | виробничий сільськогосподарський кооператив «Колос», завідувач складу паливно-мастильних матеріалів             |
| 19                                                      | Вовк Микола Григорович           | 02.11.2010            | середня спеціальна | член Народної партії                          | виробничий сільськогосподарський кооператив «Колос», завідувач підсобного господарства                          |
| 20                                                      | Івахов Валентин Анатолійович     | 02.11.2010            | вища               | член Народної партії                          | виробничий сільськогосподарський кооператив «Колос», бригадир тракторної бригади                                |
| 24                                                      | Артеменко Віталій Іванович       | 02.11.2010            | вища               | член Народної партії                          | фонд соціального страхування, страховий експерт                                                                 |
| 30                                                      | Безугла Лариса Іванівна          | 02.11.2010            | середня спеціальна | член Народної партії                          | виробничий сільськогосподарський кооператив «Колос», технічний працівник                                        |
| Партія регіонів                                         |                                  |                       |                    |                                               | |
| 2                                                       | Чура Руслана Валентинівна        | 02.11.2010            | вища               | член Партії регіонів                          | Компаніївська РДА, державний адміністратор                                                                      |
| 5                                                       | Колтунов Андрій Григорович       | 02.11.2010            | вища               | позапартійний                                 | Компаніївська селищна рада, землевпорядник                                                                      |
| 14                                                      | Луговська Валентина Василівна    | 02.11.2010            | вища               | член Партії регіонів                          | Компаніївська загальноосвітня школа І-ІІ ст., директор                                                          |
| 23                                                      | Мацак Алла Романівна             | 02.11.2010            | вища               | член Партії регіонів                          | Компаніївський технікум ветеринарної медицини, викладач                                                         |
| 25                                                      | Величко Сергій Володимирович     | 02.11.2010            | вища               | член Партії регіонів                          | приватний підприємець                                                                                           |
| 26                                                      | Лисюк Любов Павлівна             | 02.11.2010            | середня спеціальна | позапартійна                                  | Компаніївська ЦРЛ, медсестра                                                                                    |
| 27                                                      | Паливода Наталія Кирилівна       | 02.11.2010            | середня спеціальна | позапартійна                                  | Компаніївський вузол поштового зв'язку, листоноша                                                               |
| 28                                                      | Кісіль Світлана Миколаївна       | 02.11.2010            | вища               | позапартійна                                  | Живанівська загальноосвітня школа I-III ст., вчитель                                                            |
| 29                                                      | Прищепа Павло Іванович           | 02.11.2010            | вища               | член Партії регіонів                          | виробничий сільськогосподарський кооператив «Колос», завідувач автогаража                                       |
| Політична партія Всеукраїнське об'єднання «Батьківщина» |                                  |                       |                    |                                               | |
| 7                                                       | Гуров Микола Миколайович         | 02.11.2010            | вища               | член Всеукраїнського об'єднання «Батьківщина» | газокомпресорна станція «Кіровоград» УГМГ, кабельник                                                            |
| 9                                                       | Трохимець Олександр Леонідович   | 02.11.2010            | середня            | член Всеукраїнського об'єднання «Батьківщина» | ТОВ «Енергетична група» філія «Живанівський гранітний кар'єр», механік                                          |
| 17                                                      | Безугла Тетяна Михайлівна        | 02.11.2010            | середня спеціальна | член Всеукраїнського об'єднання «Батьківщина» | товариство Червоного Хреста, голова                                                                             |
| 22                                                      | Плаха Надія Доминівна            | 02.11.2010            | середня спеціальна | член Всеукраїнського об'єднання «Батьківщина» | інспекція Державного архітектурно-будівельного контролю в Кіровоградській області, головний Державний інспектор |
| Соціалістична партія України                            |                                  |                       |                    |                                               | |
| 8                                                       | Брушко Володимир Васильович      | 02.11.2010            | вища               | позапартійний                                 | Компаніївська ЦРЛ, лікар                                                                                        |
| 11                                                      | Горпинко Віктор Олексійович      | 02.11.2010            | вища               | позапартійний                                 | газокомпресорна станція "Кіровоград"УГМГ, керуючий їдальнею                                                     |
| Самовисування                                           |                                  |                       |                    |                                               | |
| 3                                                       | Лемещук Катерина Антонівна       | 02.11.2010            | середня спеціальна | позапартійна                                  | управління пенсійного фонду України в Компаніївському районі, начальник відділу                                 |
| 10                                                      | Маслюков Віктор Павлович         | 02.11.2010            | середня спеціальна | позапартійний                                 | тимчасово не працює                                                                                             |
| 13                                                      | Орловська Наталія Василівна      | 02.11.2010            | вища               | позапартійна                                  | «Кіровоградобленерго», заступник начальника                                                                     |
| 21                                                      | Коломієць Світлана Олександрівна | 02.11.2010            | вища               | позапартійна                                  | Компаніївська селищна рада, секретар                                                                            |